# Kaposszekcső, Tolna
Kaposszekcső  este un sat în districtul Dombóvár, județul Tolna, Ungaria, având o populație de 1.511 locuitori (2011). 

## Demografie
Componența etnică a satului Kaposszekcső
     Maghiari (90,25%)
     Germani (7,89%)
     Romi (1,3%)
     Necunoscut (0,21%)
     Români (0,34%)
     Alții (0,21%)
Componența confesională a satului Kaposszekcső
     Luterani (11,32%)
     Fără religie (10,72%)
     Reformați (2,91%)
     Necunoscută (74,45%)
     Atei (0,6%)
     Alte religii (2,58%)
Conform recensământului din 2011, satul Kaposszekcső avea 1.511 locuitori. Din punct de vedere etnic, majoritatea locuitorilor (90,25%) erau maghiari, existând și minorități de germani (7,89%) și romi (1,3%). Apartenența etnică nu este cunoscută în cazul a 0,21% din locuitori. Nu există o religie majoritară, locuitorii fiind luterani (11,32%), persoane fără religie (10,72%) și reformați (2,91%). Pentru 74,45% din locuitori nu este cunoscută apartenența confesională.